# Герман (Подмошенский)
Мона́х Ге́рман (в миру Гле́б Дми́триевич Подмоше́нский; 27 марта 1934, Рига — 30 июня 2014, Миннеаполис, Миннесота) — монах Сербской православной церкви, ранее игумен Русской православной церкви заграницей, основатель вместе с Серафимом (Роузом) и первый игумен Свято-Германовского монастыря в Платине. Русский духовный писатель, издатель, миссионер.

## Биография
Его родители — Дмитрий Иванович Подмошенский (1904—1943), родом из купеческой семьи и Нина Александровна Фокина (1901—1994, США), племянница (дочь сестры Екатерины) художника Павла Филонова. Со стороны отца Нина Александровна — племянница известного хореографа Михаила Фокина (дочь его родного брата Александра). 
После прихода к власти коммунистов в Латвии отец Глеба был арестован как владелец магазина канцелярских товаров и был сослан в Воркуту. Только после падения советского режима стало известно, что он погиб в Воркутинском лагере от голода.
Около 1942 года переехал с матерью и сестрой — Ией Дмитриевной Подмошенской (в замуж. Шмит; ум. в 2018), в Германию, а затем в США, где проживала бабушка — Александра Фёдорова, бывшая прима-балерина Мариинского театра.
В Америке, после многих страданий и желания найти своё место в жизни, чудом преподобного Сергия, который спас его от смерти, обрёл осознанную веру в Бога.
В 1962 году окончил Свято-Троицкую духовную семинарию в Джорданвилле. Служил чтецом в православных церквях в США.
В 1963 году вместе со своим другом Юджином Роузом по благословению архиепископа Иоанна (Максимовича) основал в США Свято-Германовское православное братство, активно занимавшееся миссионерской деятельностью.
В 1962 году написал икону преподобного Германа Аляскинского, тогда ещё официально не причисленного к лику святых.
В марте 1964 года вместе с Роузом открыл недалеко от собора в Сан-Франциско лавку «Православные книги и иконы», которая стала центром православного просвещения. С 1965 года вместе с Юджином занимался изданием журнала Свято-Германовского православного братства «The Orthodox Word» («Православное слово»).
После кончины в 1966 году архиепископа Иоанна (Максимовича) по поручению братства совместно с Роузом собирал сведения о чудесах, совершавшихся по молитвенному ходатайству святителя Иоанна. Впоследствии эти записи составили книгу «Летопись почитания Блаженного Иоанна».
Летом 1967 году Подмошенский и Роуз купили участок земли в нескольких милях от небольшого городка Платина в Северной Калифорнии, где в 1969 году был основан скит Свято-Германовского братства (позднее скит был преобразован в монастырь).
14 (27) октября 1970 года принял монашеский постриг с именем Герман в честь канонизированного в том же году Германа Аляскинского.
В 1976 году возведён в сан иеромонаха.
В 1982 году упомянут как игумен, настоятель Свято-Германовской пустыни в городе Платина (штат Калифорния, США). При обители действовало церковное издательство. Братия пустыни обслуживала также две другие общины: церкви во имя иконы Пресвятой Богородицы «Споручница грешных» в городе Реддинг (штат Калифорния, США) и часовню во имя Курской Коренной иконы Пресвятой Богородицы в городе Вудборн (штат Орегон, США).
В 1980-х годы участвовал в основании Ново-Валаамского монастыря на Еловом острове на Аляске. В общей сложности принимал участие в создании семи монастырей по всей Америке.
Со смертью иеромонаха Серафима (Роуза) в Германовской обители начались брожения и неприятности. Это привело к тому, что решением Духовного суда Западно-Американской епархии от 16 июня 1988 года игумен Герман (Подмошенский) был лишён сана за нарушение целого ряда канонических правил.
Не желая признавать лишения сана, вместе с насельниками Платины вышел из состава Русской зарубежной церкви и был принят Панкратием (Вриониосом) в юрисдикцию неканонической «Греческой православной миссионерской архиепископии Америки».
В 1990 году возобновил издание журнала «Русский паломник», который печатался в дореформенной орфографии, став его главным редактором.
В 2000 году в связи с возникшим скандалом сложил с себя обязанности игумена монастыря.
Осознав ненормальность пребывания в расколе, братия Свято-Германовской пустыни начала поиск пути к урегулированию их статуса. 28 ноября 2000 года братия обители была принята в общение в Сербскую православную церковь. Правящий епископ Иоанн (Младенович) признал лишение сана бывшего игумена Германа законным.
Проживал на покое в Свято-Серафимовском скиту близ Миннеаполиса как простой монах; будучи тяжело больным, не прекращал миссионерского служения, писал книги, работал с материалами журнала «Русский паломник»
Последние годы жизни жил на покое недалеко от Свято-Германовского монастыря. На протяжении последних как минимум десяти лет он страдал от болезни Паркинсона и сахарного диабета.
Скончался утром 30 июня 2014 года в городе Миннеаполисе, штат Миннесота, в возрасте восьмидесяти лет.